# 2006年亞洲運動會游泳比賽
2006年亞洲運動會游泳比賽於12月2日至9日在卡達杜哈哈馬德水上運動中心舉行。該屆比賽共設38個小項，男女各19個。共有34個代表團參加該項目。

## 各項成績

### 男子
| 項目                 | 金牌                                                                  | 金牌        | 银牌                                          | 银牌     | 铜牌                                                                | 铜牌     |
| 50 公尺自由式        | Rafed Al-Masri · 叙利亚（SYR）                                        | 22.41       | 伊藤诚 · 日本（JPN）                          | 22.77    | 蔡力 · 中国（CHN）                                                  | 22.95    |
| 100 公尺自由式       | 陳祚 · 中国（CHN）                                                    | 49.06 AR    | 朴泰桓 · 韩国（KOR）                          | 50.02    | 細川大輔 · 日本（JPN）                                              | 50.25    |
| 200 公尺自由式       | 朴泰桓 · 韩国（KOR）                                                  | 1:47.12 AR  | 張琳 · 中国（CHN）                            | 1:47.85  | 細川大輔 · 日本（JPN）                                              | 1:49.62  |
| 400 公尺自由式       | 朴泰桓 · 韩国（KOR）                                                  | 3:48.44 GR  | 張琳 · 中国（CHN）                            | 3:49.03  | 松田丈志 · 日本（JPN）                                              | 3:49.38  |
| 1500 公尺自由式      | 朴泰桓 · 韩国（KOR）                                                  | 14:55.03 AR | 張琳 · 中国（CHN）                            | 15:03.13 | 松田丈志 · 日本（JPN）                                              | 15:17.18 |
| 50 公尺仰式          | 古賀淳也 · 日本（JPN）                                                | 25.40 GR    | 歐陽鯤鵬 · 中国（CHN）                        | 25.47    | Sung Min · 韩国（KOR）                                              | 25.57    |
| 100 公尺仰式         | 宮下純一 · 日本（JPN）                                                | 54.67 GR    | 歐陽鯤鵬 · 中国（CHN）                        | 54.92    | Masafumi Yamaguchi · 日本（JPN）                                    | 55.78    |
| 200 公尺仰式         | 入江俊介 · 日本（JPN）                                                | 1:58.85 GR  | 歐陽鯤鵬 · 中国（CHN）                        | 1:59.15  | 中野高 · 日本（JPN）                                                | 1:59.34  |
| 50 公尺蛙式          | Vladislav Polyakov · （KAZ）                                          | 28.29 GR    | 北島康介 · 日本（JPN）                        | 28.38    | 汪海波 · 中国（CHN）                                                | 28.41    |
| 100 公尺蛙式         | 北島康介 · 日本（JPN）                                                | 1:01.13     | Makoto Yamashita · 日本（JPN）                | 1:01.50  | Vladislav Polyakov · （KAZ）                                        | 1:01.63  |
| 200 公尺蛙式         | 北島康介 · 日本（JPN）                                                | 2:12.05     | Daisuke Kimura · 日本（JPN）                  | 2:13.17  | Vladislav Polyakov · （KAZ）                                        | 2:13.60  |
| 50 公尺蝶式          | Zhou Jiawei · 中国（CHN）                                             | 23.94 GR    | 高安亮 · 日本（JPN）                          | 24.11    | 王棟 · 中国（CHN）                                                  | 24.23    |
| 100 公尺蝶式         | 山本貴司 · 日本（JPN）                                                | 52.54 GR    | 高安亮 · 日本（JPN）                          | 52.84    | 王棟 · 中国（CHN）                                                  | 53.03    |
| 200 公尺蝶式         | 吳鵬 · 中国（CHN）                                                    | 1:54.91 GR  | 松田丈志 · 日本（JPN）                        | 1:55.49  | 柴田隆一 · 日本（JPN）                                              | 1:56.44  |
| 200 公尺個人混合式   | 佐野秀匡 · 日本（JPN）                                                | 2:00.73     | 高桑健 · 日本（JPN）                          | 2:01.03  | Han Kyu-Chul · 韩国（KOR）                                          | 2:02.56  |
| 400 公尺個人混合式   | 佐野秀匡 · 日本（JPN）                                                | 4:16.18     | 谷口晋矢 · 日本（JPN）                        | 4:17.91  | Han Kyu-Chul · 韩国（KOR）                                          | 4:21.78  |
| 4×100 公尺自由式接力 | 日本（JPN） · Takamitsu Kojima · Hiroaki Yamamoto · 伊藤诚 · 細川大輔 | 3:18.95 AR  | 中国（CHN） · 黃紹華 · 陳祚 · 蔡力 · 曲敬宇   | 3:19.26  | 韩国（KOR） · Han Kyu-Chul · Sung Min · Lim Nam-Gyun · 朴泰桓       | 3:22.16  |
| 4×200 公尺自由式接力 | 日本（JPN） · 松田丈志 · Yuji Sakurai · Takamitsu Kojima · 細川大輔   | 7:14.86 GR  | 中国（CHN） · 于成龙 · 张恩剑 · 陳祚 · 張琳   | 7:15.13  | 韩国（KOR） · Lim Nam-Gyun · Han Kyu-Chul · Kang Yong-Hwan · 朴泰桓 | 7:23.61  |
| 4×100公尺混合式接力  | 日本（JPN） · 宫下纯一 · 北島康介 · 山本贵司 · 細川大輔               | 3:36.52 GR  | 中国（CHN） · 歐陽鯤鵬 · 赖忠坚 · 王栋 · 陳祚 | 3:40.27  | 韩国（KOR） · Sung Min · You Seung-Hun · Jeong Doo-Hee · 朴泰桓     | 3:41.33  |

### 女子
| 項目                 | 金牌                                        | 金牌       | 银牌                                                            | 银牌    | 铜牌                                                                 | 铜牌    |
| 50 公尺自由式        | 徐妍瑋 · 中国（CHN）                        | 25.23 GR   | 龐佳穎 · 中国（CHN）                                            | 25.84   | Kaori Yamada · 日本（JPN）                                           | 26.01   |
| 100 公尺自由式       | 徐妍瑋 · 中国（CHN）                        | 55.02      | 龐佳穎 · 中国（CHN）                                            | 55.17   | Kaori Yamada · 日本（JPN）                                           | 56.29   |
| 200 公尺自由式       | 龐佳穎 · 中国（CHN）                        | 1:59.26 GR | 杨雨 · 中国（CHN）                                              | 2:00.73 | Maki Mita · 日本（JPN）                                              | 2:00.78 |
| 400 公尺自由式       | 杨洁俏 · 中国（CHN）                        | 4:12.75    | Zhu Wenrui · 中国（CHN）                                        | 4:14.45 | Lee Ji-Eun · 韩国（KOR）                                             | 4:14.95 |
| 800 公尺自由式       | Yurie Yano · 日本（JPN）                    | 8:29.51    | 杨洁俏 · 中国（CHN）                                            | 8:38.35 | 藤野舞子 · 日本（JPN）                                               | 8:42.31 |
| 50 公尺仰式          | 赵菁 · 中国（CHN）                          | 28.69 GR   | 高畅 · 中国（CHN）                                              | 28.88   | 中村禮子 · 日本（JPN）                                               | 28.89   |
| 100 公尺仰式         | 中村禮子 · 日本（JPN）                      | 1:00.82    | 徐田龙子 · 中国（CHN）                                          | 1:01.22 | 赵菁 · 中国（CHN）                                                   | 1:01.72 |
| 200 公尺仰式         | 中村禮子 · 日本（JPN）                      | 2:10.33    | 赵菁 · 中国（CHN）                                              | 2:11.54 | Takami Igarashi · 日本（JPN）                                        | 2:12.55 |
| 50 公尺蛙式          | 季丽萍 · 中国（CHN）                        | 31.52 GR   | Asami Kitagawa · 日本（JPN）                                    | 32.27   | 王群 · 中国（CHN）                                                   | 32.53   |
| 100 公尺蛙式         | Asami Kitagawa · 日本（JPN）                | 1:09.13    | 季丽萍 · 中国（CHN）                                            | 1:09.47 | Back Su-Yeon · 韩国（KOR）                                           | 1:10.22 |
| 200 公尺蛙式         | 齊暉 · 中国（CHN）                          | 2:23.93 GR | 罗男 · 中国（CHN）                                              | 2:27.49 | Jung Seul-Ki · 韩国（KOR）                                           | 2:27.82 |
| 50 公尺蝶式          | 陶李 · 新加坡（SIN）                        | 26.73 GR   | 徐妍瑋 · 中国（CHN）                                            | 26.95   | 加藤由佳 · 日本（JPN）                                               | 26.98   |
| 100 公尺蝶式         | 周雅菲 · 中国（CHN）                        | 58.39      | 徐妍瑋 · 中国（CHN）                                            | 58.73   | 陶李 · 新加坡（SIN）                                                 | 58.96   |
| 200 公尺蝶式         | Yurie Yano · 日本（JPN）                    | 2:09.08    | Choi Hye-Ra · 韩国（KOR）                                       | 2:09.64 | 中西悠子 · 日本（JPN）                                               | 2:09.75 |
| 200 公尺個人混合式   | 齊暉 · 中国（CHN）                          | 2:11.92 GR | Asami Kitagawa · 日本（JPN）                                    | 2:14.51 | 藤野舞子 · 日本（JPN）                                               | 2:15.21 |
| 400 公尺個人混合式   | 齊暉 · 中国（CHN）                          | 4:38.31 GR | Yu Rui · 中国（CHN）                                            | 4:39.51 | 藤野舞子 · 日本（JPN）                                               | 4:42.70 |
| 4×100 公尺自由式接力 | 中国（CHN） · 徐妍瑋 · 杨雨 · 王丹 · 龐佳穎 | 3:42.11    | 日本（JPN） · Norie Urabe · Maki Mita · Kaori Yamada · 上田春佳 | 3:45.86 | 中国香港（HKG） · 韋漢娜 · 蔡曉慧 · 李亮葵 · 施幸余                  | 3:48.82 |
| 4×200 公尺自由式接力 | 中国（CHN） · 唐奕 · 杨雨 · 汤景之 · 龐佳穎 | 8:01.89    | 日本（JPN） · Maki Mita · Norie Urabe · 上田春佳 · Yurie Yano   | 8:06.76 | 韩国（KOR） · Lee Keo-Ra · Park Na-Ri · Jung Yoo-Jin · Lee Ji-Eun    | 8:14.68 |
| 4×100公尺混合式接力  | 中国（CHN） · 赵菁 · 罗男 · 周雅菲 · 龐佳穎 | 4:04.22    | 日本（JPN） · 中村禮子 · Asami Kitagawa · 中西悠子 · Maki Mita  | 4:05.14 | 韩国（KOR） · Lee Nam-Eun · Jung Seul-Ki · Shin Hae-In · Ryu Yoon-Ji | 4:09.22 |

## 獎牌榜
| 排名 | 国家／地区      | 金牌 | 银牌 | 铜牌 | 總數 |
| ---- | --------------- | ---- | ---- | ---- | ---- |
| 1    | 日本（JPN）     | 16   | 14   | 17   | 47   |
| 2    | 中国（CHN）     | 16   | 22   | 6    | 44   |
| 3    | 韩国（KOR）     | 3    | 2    | 11   | 16   |
| 4    | （KAZ）         | 1    | 0    | 2    | 3    |
| 5    | 新加坡（SIN）   | 1    | 0    | 1    | 2    |
| 6    | 叙利亚（SYR）   | 1    | 0    | 0    | 1    |
| 7    | 中国香港（HKG） | 0    | 0    | 1    | 1    |
| 總計 | 總計            | 38   | 38   | 38   | 114  |

## 參賽國家
| - 巴林（1） - （4） - 柬埔寨（2） - 中国（38） - 中华台北（14） - 中国香港（21） - 印度（5） - 伊朗（8） - 伊拉克（3） - 日本（36） - （10） - 科威特（8） - （8） - 老挝（1） - 黎巴嫩（4） - 中国澳门（17） - 马来西亚（5） | - 马尔代夫（2） - 蒙古（9） - 阿曼（2） - 巴基斯坦（2） - 巴勒斯坦（5） - 菲律宾（10） - （7） - 沙特阿拉伯（3） - 新加坡（15） - 韩国（26） - 斯里兰卡（6） - 叙利亚（5） - 泰国（13） - （1） - 阿拉伯联合酋长国（2） - （17） - 越南（3） |